# Табачный жук
Табачный жук (лат. Lasioderma serricorne) — вид жесткокрылых насекомых из семейства точильщиков. Встречается повсеместно. 

## Описание

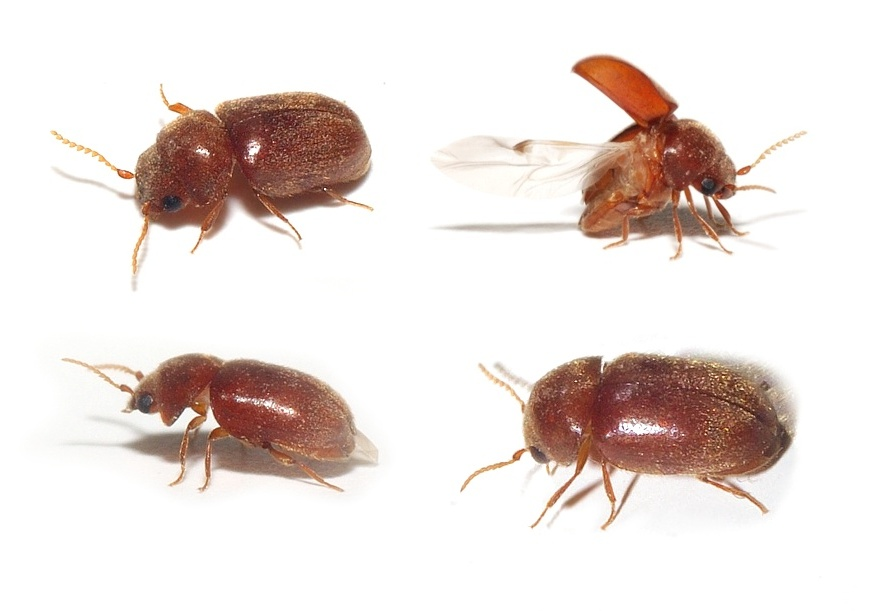
Табачный жук

Мелкие жуки рыжевато-коричневого цвета, длина овального тела 2—3 мм. Усики пиловидные, состоят из 11 члеников. Голова в покое подогнута вниз и назад, гипогнатическая. 
Самки откладывают 10—100 яиц, при оптимальной температуре (28—31°С) развитие длится около 50 дней. В год выводится от одного до пяти поколений, в зависимости от климата.
Жуки переносят симбиотические дрожжевидные грибы Symbiotaphrina kochii (Ascomycota; Symbiotaphrina), которые передаются следующему поколению поверхностно на яйцах и внутренне через личинок и имаго в мицетоме (mycetome), специализированном органе, который связан с кишечником. Эти грибы помогают жукам переваривать малопитательный корм, обеспечивают необходимыми витаминами, стеринами и повышают устойчивость к некоторым токсинам.
Половым феромоном, привлекающим самцов, является серрикорнин (4,6-dimethyl-7-hydroxy-nonan-3-one). Синтетический серрикорнин используется в коммерческих ловушках для поимки табачного жука. 
Среди естественных врагов известны хищники (жуки-чернотелки Tenebriodes, Tenebrionidae; пестряки Thaneroclerus, Cleridae; жужелицы; и клещи, поедающие яйца), паразитоиды (наездники из семейств Pteromalidae, Eurytomidae и осы Bethylidae).

## Значение
Серьёзный вредитель запасов продуктов, прежде всего, растительного происхождения (табак и другие табачные изделия, реже портит сухофрукты, какао и пряности, рис, арахис, перец, инжир, финики). Может вредить в энтомологических коллекциях и библиотеках. Табачный жук является одним из основных вредителей табачной промышленности. Частота встречаемости жуков на складах табачного сырья и курительной продукции достигает 50-70 % вместе с табачной огнёвкой (Ephestia elutella): эти два вида приводят к ежегодным потерям до 5-15 % табачного сырья. В рамках международных договоров рассматривается карантинным объектом.